# Meslay (Calvados)
Meslay és un municipi francès situat al departament de Calvados i a la regió de Normandia. L'any 2007 tenia 229 habitants.

## Demografia

### Població
El 2007 la població de fet de Meslay era de 229 persones. Hi havia 87 famílies de les quals 22 eren unipersonals (13 homes vivint sols i 9 dones vivint soles), 30 parelles sense fills i 35 parelles amb fills.
La població ha evolucionat segons el següent gràfic:
Habitants censats

### Habitatges
El 2007 hi havia 109 habitatges, 94 eren l'habitatge principal de la família, 8 eren segones residències i 7 estaven desocupats. Tots els 109 habitatges eren cases. Dels 94 habitatges principals, 84 estaven ocupats pels seus propietaris, 6 estaven llogats i ocupats pels llogaters i 3 estaven cedits a títol gratuït; 9 tenien dues cambres, 11 en tenien tres, 37 en tenien quatre i 38 en tenien cinc o més. 53 habitatges disposaven pel capbaix d'una plaça de pàrquing. A 43 habitatges hi havia un automòbil i a 44 n'hi havia dos o més.

### Piràmide de població
La piràmide de població per edats i sexe el 2009 era:
| Homes | Edats   | Dones |
| ----- | ------- | ----- |
| 0     | 95 o +  | 0     |
| 0     | 90 a 94 | 0     |
| 0     | 85 a 89 | 0     |
| 0     | 80 a 84 | 0     |
| 0     | 75 a 79 | 4     |
| 20    | 70 a 74 | 4     |
| 4     | 65 a 69 | 4     |
| 0     | 60 a 64 | 4     |
| 4     | 55 a 59 | 4     |
| 0     | 50 a 54 | 4     |
| 8     | 45 a 49 | 8     |
| 12    | 40 a 44 | 4     |
| 12    | 35 a 39 | 12    |
| 4     | 30 a 34 | 0     |
| 12    | 25 a 29 | 12    |
| 8     | 20 a 24 | 4     |
| 4     | 15 a 19 | 4     |
| 8     | 10 a 14 | 4     |
| 12    | 5 a 9   | 4     |
| 8     | 0 a 4   | 4     |

## Economia
El 2007 la població en edat de treballar era de 146 persones, 106 eren actives i 40 eren inactives. De les 106 persones actives 99 estaven ocupades (55 homes i 44 dones) i 6 estaven aturades (1 home i 5 dones). De les 40 persones inactives 17 estaven jubilades, 6 estaven estudiant i 17 estaven classificades com a «altres inactius».

### Ingressos
El 2009 a Meslay hi havia 85 unitats fiscals que integraven 213 persones, la mediana anual d'ingressos fiscals per persona era de 15.601 €.

### Activitats econòmiques
Dels 4 establiments que hi havia el 2007, 1 era d'una empresa de construcció, 1 d'una empresa de comerç i reparació d'automòbils, 1 d'una empresa immobiliària i 1 d'una empresa de serveis.
Dels 2 establiments de servei als particulars que hi havia el 2009, 1 era una fusteria i 1 lampisteria.
L'any 2000 a Meslay hi havia 11 explotacions agrícoles que ocupaven un total de 135 hectàrees.

## Poblacions més properes
El següent diagrama mostra les poblacions més properes.